# Tacloban
Ne doit pas être confondu avec Tlacopan.
Tacloban (du waray taklub : panier de pêche) est la capitale et la ville la plus peuplée de la région des Visayas orientales (Région VIII) des Philippines.
Située sur l'île de Leyte, elle est le centre des transports et de l'éducation dans la région.
La population était de 221 174 habitants en 2010 et de 242 089 habitants en 2015.

## Histoire
Il y a longtemps, Tacloban était un petit village de pêcheurs et faisait partie de Basey à Samar.
Elle a été brièvement la capitale des Philippines durant la Seconde Guerre mondiale, d'octobre 1944 à février 1945.
La ville a été dévastée par le typhon Haiyan le vendredi 8 novembre 2013, enregistrant le plus lourd bilan humain du pays avec plus de 10 000 morts : une grande partie de la ville ainsi que l'aéroport ont été intégralement détruits.

## Géographie

### Subdivisions administratives
Tacloban est subdivisée en 138 barangays, dont la plupart n'ont pas de nom, se contentant d'avoir un numéro.

### Géographie physique
Tacloban se trouve sur la baie de Cancabato dans le détroit de San Juanico, qui sépare l'île de Leyte de celle de Samar, à laquelle elle est reliée par le pont de San Juanico.
Tacloban est soumis à plusieurs risques naturels (inondations, typhons).

## Démographie
| Année | Habitants | Évolution |
| ----- | --------- | --------- |
| 1995  | 167 310   | -         |
| 2000  | 178 639   | 6,77 %    |
| 2007  | 218 144   | 22,11 %   |
| 2010  | 221 174   | 1,39 %    |

## Jumelages
| Ville | Ville    | Pays | Pays  |
| ----- | -------- | ---- | ----- |
|       | Fukuyama |      | Japon |